# 日本交通安全教育普及協会
一般財団法人日本交通安全教育普及協会（にほんこうつうあんぜんきょういくふきゅうきょうかい）は、元文部科学省、内閣府、警察庁所管の財団法人。

## 概要
- 所在：東京都千代田区東神田1-9-8 THE WAVES AKIHABARA 7F
- 設立：1968年（昭和43年）10月28日
- 理事長：佐藤　俊行
- 活動：安全な交通行動を身につけるための交通安全教育や地域に密着した交通安全教育の推進及びその担い手を養成することを主な目的とする。
- 研修：交通安全指導員及び行政担当者等を対象とした研修会／高等学校教員を対象とした研修会／自動車教習所指導員等を対象とした研修会など
- 調査研究：学校における交通安全教育の実態調査
- 情報提供：月刊交通安全教育の発行
- 教育支援：交通安全教育用教材・機材（シミュレータなど）等の開発・普及
- その他：交通安全に関する国際交流・支援活動